# 佐田啓二
佐田 啓二（さだ けいじ、1926年（大正15年）12月9日 - 1964年（昭和39年）8月17日）は、1940年代後半から1960年代にかけて活躍した日本の俳優。身長173.2cm（172cmとも）。本名は中井 寛一（なかい かんいち）。監督や共演者からは、本名から「寛ちゃん」と呼ばれた。
女優・エッセイストの中井貴惠と、俳優の中井貴一は実子である。

## 来歴

### 生い立ち
京都市下京区柳馬場仏光寺南の商家で父・敬蔵、母・イトコの二男として生まれ、両親と5歳上の兄と2歳上の姉のもとで育つ。聚楽小学校から京都市立第二商業学校（後の北野中学）を卒業し早稲田大学専門部政経科（のちの政治経済学部）に入学。中学3年生の頃に母、大学入学時に父を亡くすが、兄と姉が親代わりとなり佐田の生活を支えた。
当時戦時中だったが大学進学のため上京し、親族の知り合いで、松竹の人気俳優だった佐野周二（関口宏の父）の家に下宿するも、2年生の時勤労動員で愛知県の豊川海軍工廠に動員される。
そして佐野周二の遠縁に当たるなどと言われ佐野の紹介で1946年（昭和21年）6月1日付で松竹大船撮影所に入社する。芸名は、「佐野周二」の姓名から一文字ずつ譲り受けて名付けられた。1947年（昭和22年）、早稲田大学専門部政経科を卒業。

### 俳優デビュー
佐野が卒業後の進路を問うと俳優になりたいというので所長に紹介をした後、かばん持ちをさせていた時に木下恵介に出会った。
1947年（昭和22年）、木下恵介監督の『不死鳥』で、いきなり、大スター田中絹代の相手役に抜擢されデビュー。田中とのラブシーンは話題となり、早くもスターの地位を獲得。続いて、菊田一夫原作のNHKの人気ラジオドラマを映画化した『鐘の鳴る丘』に主演し、さらに人気を高める。
1948年時点では佐野夫妻と子供と女中と佐田と佐田の姉の八人暮らしとされている(夏には七人になっている)。
同年には同居する佐野家が新制中学一年用国定教科書の中流家族の写真に採用された。
1951年でも同居していることが確認されているが、1952年には鎌倉市材木座に住所を移している。
ほぼ同時期にデビューした高橋貞二、鶴田浩二と人気を分け合い「松竹戦後の三羽烏」と言われた。その人気を決定的なものとしたのは、1953年（昭和28年）に公開された『君の名は』である。当時の大人気ラジオドラマを映画化したこの作品で岸恵子と共演し、名実共にトップスターの地位につく。

### 役者として飛躍
その後、徐々に演技派に脱皮していき、特に、プロ野球選手のスカウト合戦を題材にした1956年（昭和31年）の小林正樹監督の問題作『あなた買います』では、札束で大学生を釣るアコギなプロ野球のスカウト役として伊藤雄之助を相手に鬼気迫る演技を見せ、毎日映画コンクール、ブルーリボン賞の主演男優賞を獲得した。
その後は木下の『喜びも悲しみも幾歳月』では高峰秀子との灯台守の夫婦役で新婚時代から初老までを演じ、小津安二郎の『秋刀魚の味』など戦後を代表する作品に出演した。後には癖のある悪役なども演じていた。
1957年2月28日、松竹大船撮影所の前にあったレストラン「月ヶ瀬」の看板娘・杉戸益子と交際10年を経て結婚し、その後2人の子供（貴恵、貴一）に恵まれる。

### 突然の訃報
1964年（昭和39年）8月13日から夏休みを兼ねて妻や幼い2人の子供たちと信州蓼科高原の別荘に避暑に訪れていた。NHKドラマ『虹の設計』の収録に参加するために家族を別荘に残して帰京する途中、8月17日午前6時30分頃、山梨県韮崎市韮崎町の塩川橋手前の左カーブで、乗っていた車の運転手が前の車を追い越した。その直後車は横滑りを起こし、佐田の乗っていた右側から橋柱に激突、さらに跳ね返されて追い抜いた車にも衝突する大事故を起こした。佐田はこの事故で頭の骨と右腕を骨折し、すぐに韮崎市立病院に運ばれたが午前11時過ぎ頃に死去した。37歳没。長女・貴恵が7歳、長男・貴一が2歳半の時の悲劇だった。
この時車に乗っていたのは佐田を含めて4名で、運転手は頭を打ち2か月の重傷、日刊スポーツ記者の土井新吉（佐田の友人）が顔の骨を折り1か月の重傷、義弟が右肩に1週間の軽症を負った。なお、2022年に『徹子の部屋』（テレビ朝日）に出演した貴一がこの事故が運転手の居眠り運転によるものだったことを告白した。葬儀は8月22日午後2時より青山葬儀場にて行われ、芸能関係者や一般のファンなど千人近くが参列した。
墓所は鎌倉・円覚寺の塔頭松嶺院にある。生涯で出演した映画は151本とされる。遺作となった『虹の設計』で設計技師・一戸圭介役で主演したが、没後佐田の役はモンタージュという形で出演することとなり放送は続けられた。また代役として納谷悟朗がアテレコを務めたという。

## ギャラリー

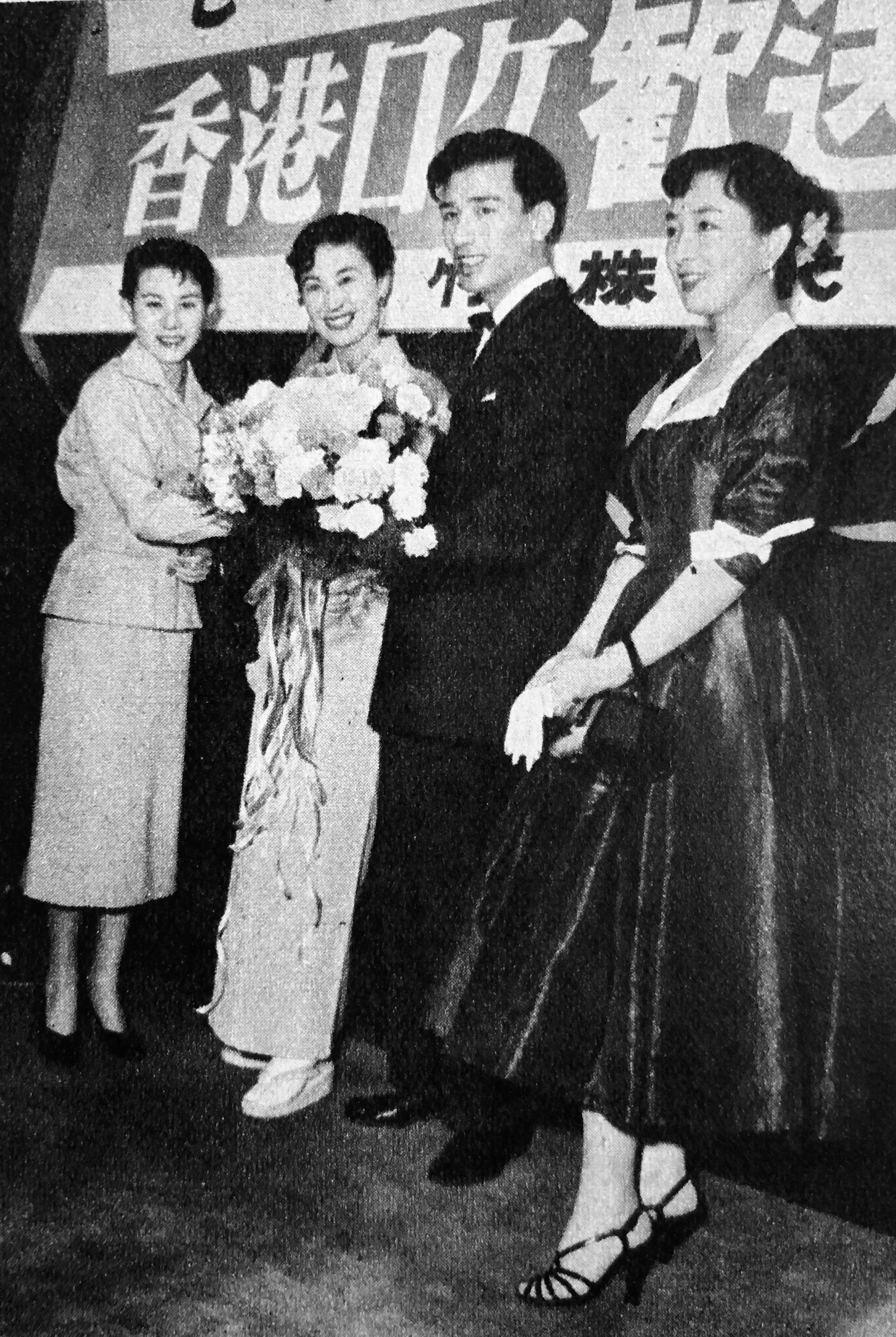
左から、久我美子、岸惠子、佐田、有馬稲子。1955年2月5日。
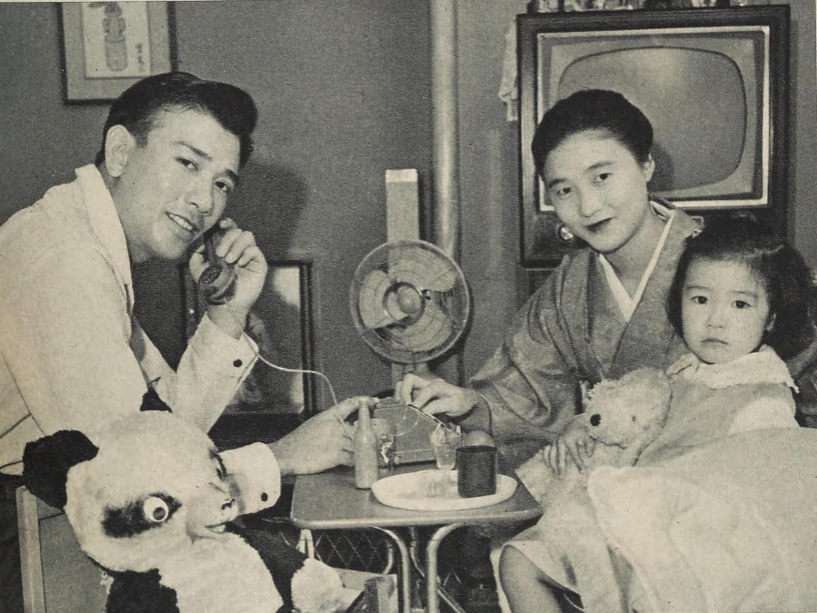
妻・益子、娘・貴惠とともに（1960年）
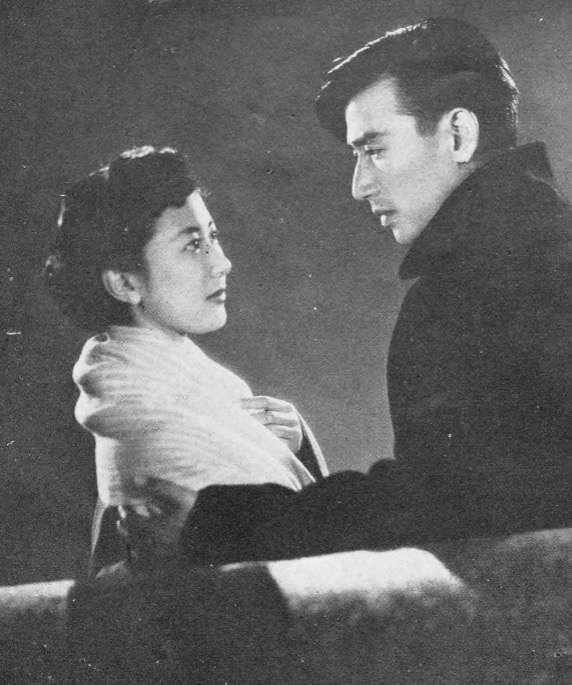
『君の名は 第三部』（1954年）
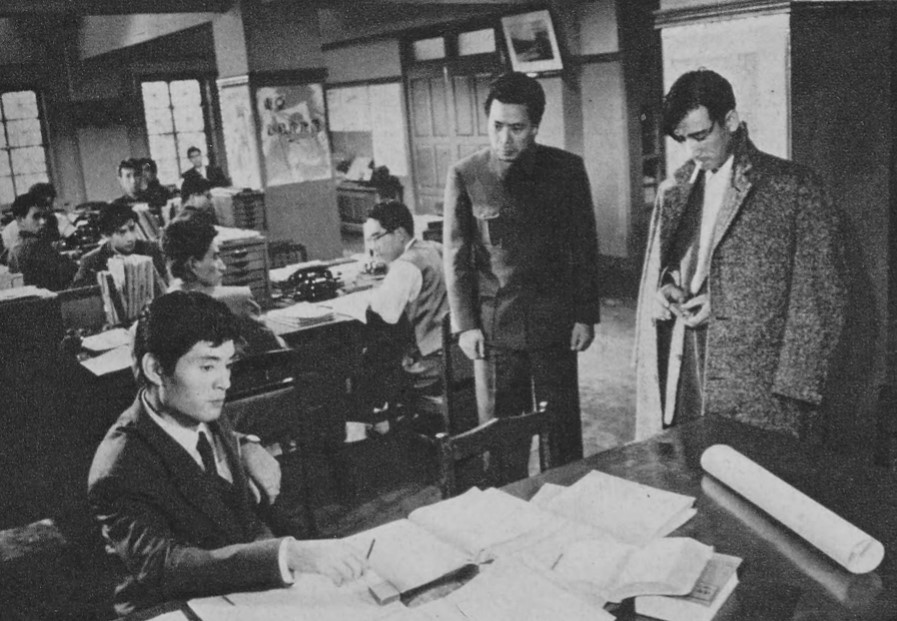
『人間の條件 第一部 純愛篇／第二部 激怒篇』（1959年）
『お早よう』（1959年）
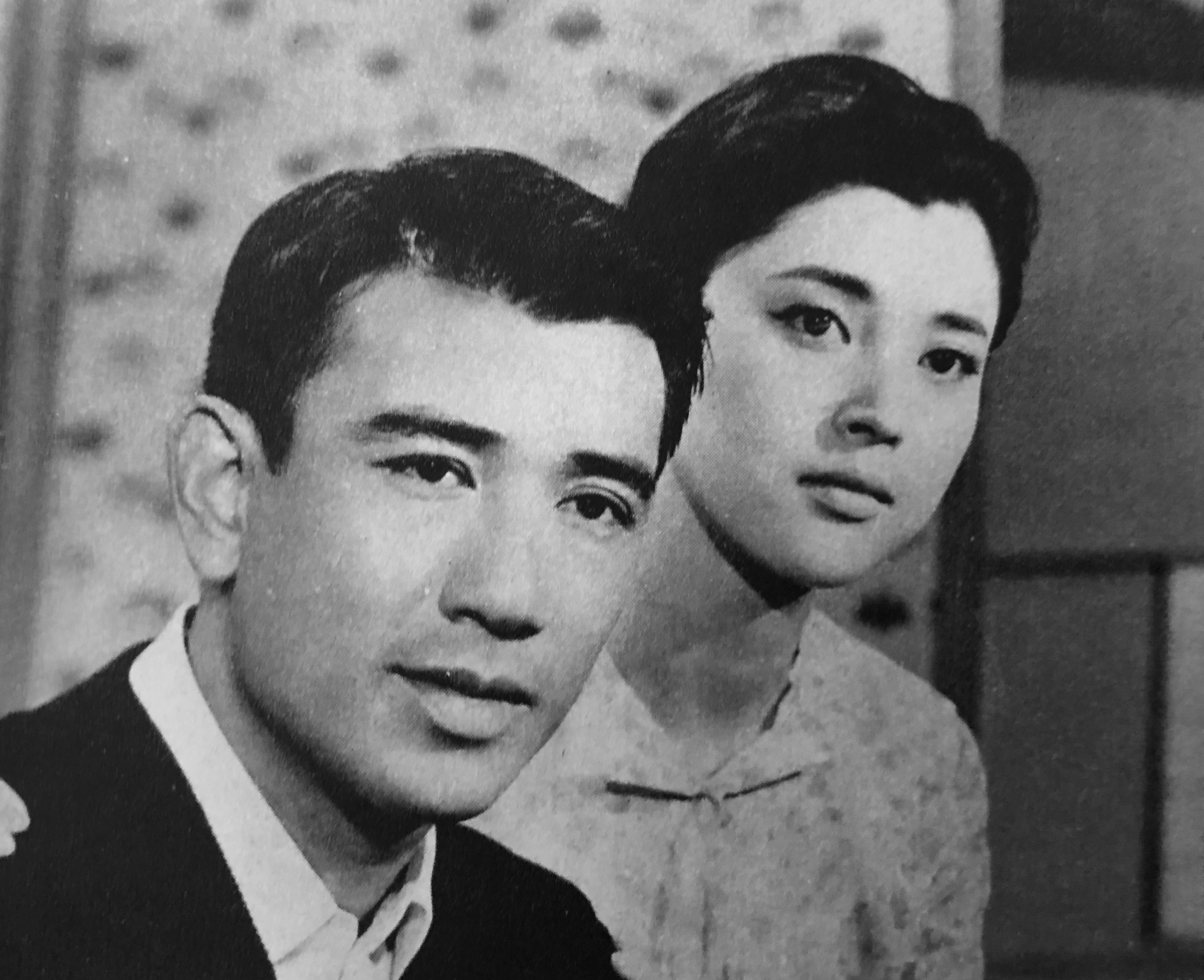
『秋刀魚の味』（1962年）

## 人物

### 名付け親・佐野周二
佐田は「どんな困難にも挫けず、やりとおす」と誓いを立てたが、佐野は自分と同じ苦労をさせたくないし、有名あるいは名声というものは所詮虚名と同居するものだという持論のもと反対したが、固い決意を知り弟分として松竹へ入社の労をとり、"佐"と"二"の二字を贈った。
弟のように可愛がりながら時には親代わりとして佐田を叱ったため「どうも兄貴にはかなわんよ」と言われたこともあった佐野は「真実の兄弟以上の生活をつづけて二十年、その長きよき日々も、この不慮の死によって、一瞬の夢と崩れ去ってしまった」と語ったうえで、半年ぶりの対面が死の対面であったことについて「いかに人間の運命がはかないものであるか」と語り「佐田よ、安らかに眠れ····」と往年の映画界の活気を取り戻すにはテレビに対抗できる優秀なプロデューサーが必要だとして俳優からプロデューサーへの転身を図っていた佐田を悼んだ。

### 木下惠介と小津安二郎との関係
木下、小津から“戦後日本の青年像”として両監督の映画に数作品起用され、2人が（杉戸）益子とも親しかったことから佐田・益子の結婚式では木下・小津の両人が媒酌した。先述にもあるように松竹の大部屋の新人俳優となって間もない頃に木下に見いだされて『不死鳥』に抜擢され、佐田が後に俳優としてスターダムに乗るきっかけとなった。
小津作品には、『彼岸花』『お早よう』『秋日和』 『秋刀魚の味』の計4作品に出演。小津から1953年の映画「東京物語」にも三男役として出演に声をかけられたが、『君の名は』と撮影時期が重なり断念した。小津を父のように慕っていた佐田は彼を鎌倉で看取り、葬儀では子供のように号泣したとのこと。

### 私生活
「生涯の望み」として超新型の自動車を乗り回すことと、ロマンチックな死に方をさがすことを挙げている。
阿部知ニ、山本有三を愛読しており、俳優になってからも阿部知二の冬の宿を電車で読んでいた。
好きな俳優は佐野周二と田中絹代。
体重は十五貫、足のサイズは十文半。
孤独を愛好している。
趣味は音楽とラジオ。
音楽は主にジャズが好きでスイングはスローで甘いものなら一日きいて居ても飽きない。
花はカーネーション、マーガレット、水仙が好き。
好物はうどんと蕎麦で嫌いなものはカキ、ウニ、ナマコ。
指輪と意地ッ張りな女、自惚れの強い女は嫌い。
今日出海の二軒隣に住んでいた。
高橋貞二の妻は佐田が面倒を見ていた。
大学時代の性格について同級生が語った所によると、「真面目で物静かであまり笑わなかったが、とても冷静に物事を見ているタイプだった。世の中を知っていたというか、大人だった。それでいてどこか寂しげなやつだった」とのこと。俳優になってからは、真面目な性格で愛されたが、毒舌家でもあったとされる。
趣味は、カメラと車の運転で生涯の間に高級車を何度か乗り換えたほか、佐伯祐三の絵が好きで自宅に「洗濯屋」の絵などを飾っていた。高校と大学時代はバスケットボールに熱中し、働きだしてからはゴルフを好んでするようになった。
同い年の横綱・千代の山とは、1958年の初場所期間に蔵前国技館の支度部屋で2人で談笑するなど親交があり、その後彼は佐田の葬儀にも参列した。　

### 家族
益子は佐田と同じく京都出身で、結婚した年に田園調布に豪邸を建ててそこで暮らした。娘・貴恵は両親の結婚について「父は、家庭的でしっかり者な母を選んだのだと思います」としている。結婚した年の11月に貴恵が誕生し、1961年に貴一が誕生する。
貴恵によると「父の死後、運転手を責めることなく女手一つで私と弟を育てた母は偉かったと思います」と語っている。その後益子は2016年まで生きた。

### 貴恵、貴一が好きな佐田の映画
貴恵が好きな作品は『あなた買います』で、「“二枚目”が先行した父の評価に“芝居上手”が加わった作品」と評している。
貴一が好きな作品は小津の『お早よう』で、「小津作品の中でも一番好きで、父の小賢くない余計な芝居のない演技は、私の目標とするところ」と評している。
また、2人が共に選んだ作品として『この広い空のどこかに』を挙げ、貴一は「私たちにとっての父親・中井寛一としての素顔が、最もうかがえる映画」と評している。

## 主な出演

### 映画
※太字の題名は、キネマ旬報ベストテンにランクインした作品
1947年
- 不死鳥 - 八坂真一 役

1948年
- 旅装 - 川崎新六 役
- 彼と共に去りぬ - 光村雄二 役
- 肖像 - 中島 役
- 火の薔薇 - 石川文夫 役
- 鐘の鳴る丘 第一篇 隆太の巻 - 加賀見修平 役

1949年
- 鐘の鳴る丘 第二篇 修吉の巻 - 加賀見修平 役
- 君待てども - 伊藤 役
- お嬢さん乾杯!
- 朱唇（べに）いまだ消えず - 谷川 役
- 新釈四谷怪談 前後篇 - 小仏小平 役
- 真昼の円舞曲 - 河野秀隆 役
- 花の素顔 - 吉晴 役
- 鐘の鳴る丘 第三篇クロの巻 - 加賀見修平 役

1950年
- 母の調べ - 湯原恒夫 役
- 乙女の性典 - 立花哲也 役
- 危険な年令
- 恋愛教室
- 新妻の性典
- 懐しの歌合戦
- 七つの宝石
- 黒い花 - 中野宗一 役
- 三つの結婚 - 望月敬三 役

1951年
- おぼろ駕籠 - 小柳準之助 役
- 愛情の旋風 - 増内桂助 役
- カルメン故郷に帰る - 小川先生 役（初のカラー映画出演）
- 我が家は楽し - 内田三郎 役
- 自由学校 - 堀隆文 役
- 憧れのホームラン王 - 木村先生 役
- 天使も夢を見る - 大田黒英夫 役
- 夢多き頃 - 高石修二 役
- 海の花火 - 鯨井民彦 役
- 命美わし - 伊村修二 役

1952年
- この春初恋あり - 三田村五郎 役
- 本日休診 - 湯川春三 役
- 伊豆の艶歌師 - 艶歌師潤 役
- 母の願い - 阿部一雄 役
- 華やかな夜景 - 小林和彦 役
- ひばりのサーカス 悲しき小鳩 - 杉村健吉 役
- 坊ちゃん重役 - 比野 役
- 母は叫び泣く - 高木英樹 役
- うず潮 - 健二 役
- 若奥様一番勝負 - 杉浦吾郎 役
- わが母に罪ありや - 三上永之介 役

1953年
- 春の鼓笛 - 杉浦啓一 役
- やっさもっさ - 赤松太助 役
- 女性の声 - 三上達哉 役
- ひばりの歌う玉手箱
- 落葉日記 - 熊岡嶺太郎 役
- その妹 - 野村広次 役
- 日本の悲劇 - 艶歌師達也 役
- 旅路 - 津川良助 役
- 君の名は 第一部 - 後宮春樹 役
- 君の名は 第二部 - 後宮春樹 役
- お嬢さん社長 - 秋山五郎 役

1954年
- 家族会議 東京篇 大阪篇 - 京極錬太郎 役
- 真実一路 - 矢津先生 役
- 勲章 - 憲治 役
- 君の名は 第三部 - 後宮春樹 役
- 陽は沈まず - 青木三平 役
- おとこ大学 婚前教育の巻 - 桂木昌平 役
- 新婚たくあん夫婦 - 目白三平 役
- 真実の愛情を求めて 何処へ - 伊能琢磨 役
- この広い空のどこかに - 良一 役

1955年
- あなたと共に - 本堂克也 役
- 続おとこ大学 新婚教室 - 桂木昌平 役
- 亡命記 - 顔紹昌 役
- 美わしき歳月 - 仲尾 役
- 東京－香港 蜜月旅行 - 山下俊介 役
- 花嫁はどこにいる - 八田圭介 役
- 遠い雲 - 寺田俊介 役
- 花ひらく - 下田歯科医 役
- お勝手の花嫁 - 嵐勇 役
- 太陽は日々に新たなり - 新村保 役

1956年
- 白い橋 - 内山軍平 役
- 君のうたごえ
- 泉 - 幾島暁太郎 役
- 女の足あと - 浜田孝一 役
- 青春の音 - 杉本正明 役
- 花嫁募集中 - 牧直樹 役
- 晴れた日に - 鷲尾謙吉 役
- 俺は死なない - 関口浩二 役
- スタジオ超特急
- 涙 - 山崎信也 役
- 女優誕生
- あなた買います - 岸本大介 役
- 台風騒動記 - 吉成幸一 役

1957年
- 白磁の人 - 五藤民弥 役
- 正義派 - 藤田 役
- 土砂降り - 須藤一夫 役
- ただいま零匹 - 吉沢議員 役
- 喜びも悲しみも幾歳月 - 有沢四郎 役
- 集金旅行 - 旗良平 役
-  風前の灯  - 佐藤金重 役

1958年
- 花嫁のおのろけ - 熊沢伝七 役
- 黒い花粉 - 木曾高志 役
- 渡る世間は鬼ばかり ボロ家の春秋 - 五味司郎太 役
- オンボロ人生 - シケタ先生 役
- 日日の背信 - 土居広之 役
- 花のうず潮 - 槇五郎 役
- モダン道中 その恋待ったなし - 鶴川松夫 役
- 噛みつかれた顔役 - 泉川 役
- 彼岸花 - 谷口正彦 役
- 眼の壁 - 萩崎竜雄 役

1959年
- 春を待つ人々 - 洋画家西脇 役
- 人間の条件 第一・二部 - 影山少尉 役
- 夫婦合唱 - 長島雄吉 役
- 惜春鳥 - 牧田英太郎 役
- お早よう - 福井平一郎 役
- ハイ・ティーン - 寺崎伸一 役
- 海の地図 - 外村義高 役
- 暁の地平線 - 和夫 役
- 三羽烏三代記 - 辰巳次郎 役
- 人間の条件 第三・四部 - 影山少尉 役
- 大願成就 - 小宮 役

1960年
- 朱の花粉 - 武中究二 役
- 四万人の目撃者 - 高山正士 役
- 白い波濤 - 滝良一 役
- いろはにほへと - 天野竜一 役
- 女の坂 - 矢追三郎 役
- 暴れん坊三羽烏 - 桑原編集長 役
- 「青衣の人」より 離愁 - 境道介 役
- 最後の切札 - 立野駿介 役
- 血は渇いてる - 木口高志 役
- 秋日和 - 後藤庄太郎 役

1961年
- 猟銃 - 門田礼一郎 役
- 渦 - 中津洪介 役
- 蒼い海流 - 高須弓雄 役
- 女舞 - 西川昌三 役
- 雲がちぎれる時 - 三崎 役
- 永遠の人 - 川南隆 役
- 妻あり子あり友ありて
- 京化粧 - 山岡 役

1962年
- 千客万来 - 番取良介 役
- 愛染かつら - 服部 役
- しのび逢い - 小坂敬三 役
- 東京湾 ※企画のみ
- 二人で歩いた幾春秋 - 野中義男 役
- かあさん長生きしてね - 大島 役
- 続・愛染かつら - 服部 役
- 秋刀魚の味 - 平山幸一 役

1963年
- 歌え若人達
- 無宿人別帳 - 宗像弥十郎 役
- 風の視線 - 久世俊介 役
- 危ない橋は渡りたい - 香川直行 役
- 花の咲く家 - 木津隆三 役
- 結婚式・結婚式 - 奥山次郎 役
- 丼池 - 兼光定彦 役
- 踊りたい夜 - 津村忠雄 役

1964年
- モンローのような女 - 水口志津夫 役
- 続・拝啓天皇陛下様 - 久留宮良介 役
- 暗殺 - 坂本龍馬 役
- 悪の紋章 - 高沢重治 役
- 甘い汗 - 辰岡 役

### テレビドラマ
- 転落の詩集（1959年、NET）※ただし当時の新聞のテレビ欄には佐田の名は記載されていない。
- 花の生涯（1963年、NHK） - 長野主膳 役
- 青春放課後（1963年3月23日、NHK） - 長谷川一郎 役
- 東芝日曜劇場 / 愛する（1963年、TBS）
- 近鉄金曜劇場 太陽をさがせ（1964年、TBS） ※追悼番組として放送
- 虹の設計（1964年 - 1966年、NHK） - 一戸圭介 役 ※遺作

### バラエティー番組
- スター千一夜（フジテレビ）

## 文献
- 中井貴恵『父の贈りもの』文化出版局、1991年。角川書店〈角川文庫〉、1997年。